# Hipódromo de Montreal
El Hipódromo de Montreal (en francés: Hippodrome de Montréal) fue un hipódromo y casino en la ciudad de Montreal, en la provincia de Quebec al este de Canadá. Después de 137 años de operación, se cerró en octubre de 2009. En 1872 la pista de carreras Blue Bonnets de caballos pura sangre se abrió en Ville de Saint-Pierre. En 1905 John F. Ryan fundó el Jockey Club de Montreal y el 4 de junio de 1907 se abrió un nuevo hipódromo Blue Bonnets en el bulevar Decarie. En 1954 comenzaron las carreras de caballos pura sangre que se suspendieron hasta 1961. En 1958, Jean-Louis Levesque construyó un nuevo club multimillonario. Entre 1961 y 1975, con el final de las carreras de pura sangre en la pista, se convirtió en la sede del Derbi de Quebec, una carrera anual de caballos concebida por Levesque.